# Antonio Amati
Antonio Amati, född omkring 1540, död 1607, var en italiensk fiolbyggare från Cremona och medlem i fiolbyggarfamiljen Amati. Han arbetade tillsammans med sin bror Girolamo Amati och deras instrument är tydligt influerade av deras far Andrea Amati.